# 美普提魚
美普提魚，為輻鰭魚綱鱸形目隆頭魚亞目隆頭魚科的其中一種。

## 分布
本魚分布於西大西洋區，包括美國北卡羅萊納州以南、加勒比海至巴西南部等海域。

## 深度
水深15至120公尺。

## 特徵
本魚體長型；頭大，頭部背面輪廓幾成直線。上下頜突出，前側各具4犬齒，上頜兩側各具1大圓犬齒。頰部與鰓蓋被鱗，側線平滑連續。吻略延長，但未形成管狀，背鰭硬棘間缺刻明顯如鋸齒狀，尾鰭末端呈截形，但上下葉鰭條略突出。魚體大部分為胭脂紅，散布著黑色斑點。一條由粗逐漸變細的白色條紋，從下唇向後延伸；背鰭的最後幾根鰭條以及尾鰭為黃色；幼魚大部分為黃色，背鰭硬棘9枚；背鰭軟條10枚；臀鰭硬棘3枚；臀鰭軟條12枚，體長可達28.5公分。

## 生態
本魚棲息於岩礁或珊瑚礁區。屬肉食性，以海星、甲殼動物、軟體動物與海膽等為食。稚魚期會剔啄來自較大的魚上的寄生蟲。

## 經濟利用
可食用，但多做為觀賞魚。